# Catania
Catania (grčki: Κατάνη – Katáni; latinski: Catăna i Catĭna) je grad u Italiji, drugi po veličini na otoku i administrativnoj regiji Sicilija, središte istoimene pokrajine Catania. Catania leži na istočnoj obali Sicilije, na obali Jonskog mora, u podnožju 30-ak km udaljenog vulkana Etna, iznad rijeke Amenano. U širem području grada živi 298.957 stanovnika (752.895 u metropolitskom području).
Catania je smještena na seizmički aktivnom području, te je u nekoliko navrata srušena u katastrofalnim potresima (1169. i 1693. god.), te u erupciji vulkana Etne 1669. godine.

## Povijest
Cataniu su osnovli grčki kolonizatori u 8. stoljeću pr. Kr. pod nazivom Katánē (grč. Κατάνη), koju su usvojili od prastanovnika Sikula (skupina Italika). Na njihovom sicilijanskom jeziku "Katane" znači "veći nož za guljenje kože", "grub alat prikladan za guljenje", a može označavat i "oštro kamenje", "negostoljubiva zemlja", "grubo tlo".
Tijekom Prvog punskog rata Catania pripada Rimljanima koji ga u 3. stoljeću pr. Kr. razvijaju u trgovačko središte Sicilije. Njegova luka je bila jedna od najvažnijih na Sredozemlju. 
Cataniju su opustošili Vandali oko 440., a nakon kratke vlasti Ostrogota, 535. godine osvaja ga Bizantsko Carstvo. God. 884. osvajaju je Arapi, pod Ibn al-Athīrom, i nazivaju je Medinat-Al-Fil (Slonov grad), po skulpturi slona od lave koji vjerojatno potječe još iz prapovijesti, a koji su Bizantinci obnovili i postavili na središnji trg. Arapi njeno plodno tlo koriste za uzgoj citrusa i ovo područje za njihove vlasti postaje poljoprivredno središte. Catanija je pripadala Emiratu Siciliji do 1072. godine kada ju osvajaju Normani koji grad prepuštaju knezu-biskupu. Henrik VI., car Svetog Rimskog Carstva, je opustošio grad 1194. godine prilikom njegova osvajanja Sicilije, a njegov sin Fridrik II. je Cataniju načinio carskim gradom sagradivši svoj dvorac. 
Nakon pobune Sicilijanaca protiv Anžuvinaca, Petar III. Aragonski se u Cataniji okrunio za kralja Sicilije 1282. godine. Grad gubi svoju važnost kada Sicilija postaje dijelom Aragonskog kraljevstva u ranom 15. stoljeću, ali 1434. godine grad dobiva prvo sveučilište na otoku, Siciliae Studium Generale. Ujedinjenjem Kastilje i Aragona, Sicilija je postala dijelom Španjolskog Carstva, te se 1516. i 1647. godine buni protiv strane vlasti.
God. 1669. erupcija vulkana Etna je zatrpala dijelove Catanije, a potres 1693. godine je gotovo uništio cijeli grad. Poslije ovih katastrofa grad je obnovljen u broknom stilu koji danas dominira gradom, a kako su građene od tamnog vulkanskog kamena, Cataniju zovu "Tamnom kćerkom Etne".
Gospodarsku važnost Catania je obnovila u 19. stoljeću kada postaje prijestolnicom pokrajine. God. 1860. Giuseppe Garibaldi je Siciliju pripojio Kraljevini Italiji.

## Znamenitosti
Barokno središte Catanije je, zajedno sa sedam drugih baroknih gradova u dolini Val di Noto koji su obnovljeni nakon potresa 1693. godine, 2002. godine upisano na UNESCO-ov popis mjesta svjetske baštine u Europi kao primjer "vrhunca i završnog procvata baroka u Europi".

### Crkve
- Katedrala sv. Agate, zaštitnice grada, izgradio je Giovanni Battista Vaccarini preko ostataka normaske crkve iz 11. stoljeća. U ovoj veličanstvenoj i raskošnoj baroknoj crkvi sahranjen je talijanski skladatelj, Vincenzo Bellini.
- Barokna crkva sv. Agate (Badia di Sant 'Agata) je bivša opatijska crkva.
- Crkva sv. Benedikta (San Benedetto) nalazi se u najljepšoj ulici Catanije, Via dei Crociferi. Unutrašnjost je freskama oslikao slikar Giovanni Tuccari iz Messine.
- Catanijsko sveučilište je smješteno u bivšem Benediktinskom samostanu sv. Nikole (San Nicolò).
- Basilica della Collegiata je izvorno bila kraljevskom kapelom s iznimnim pročeljem koje je izradio Stefano Ittar.

- Crkva sv. Agate
- Basilica della Collegiata
- San Benedetto iznutra
- Nedovršeno pročelje Sveučilišta

### Palače
- Palača Biscari s rokoko unutrašnjošću je najvažnija palača u Cataniji.
- Palača slonova (Palazzo degli Elephanti) se nalazi na gradskom trgu i u njoj je smještena gradska vijećnica.
- Palaču Valle je izgradio Giovanni Battista Vaccarini od 1740. – 50. godine.
- Palača Reburdone je posljednje djelo Vaccarinija.
- Toskanska palača je djelo Enrica Alvina iz 1870. godine, a služila je kao gradska prijestolnica obitelji Marchesi iz Toskane.
- Sudnicu (Palazzo di Giustizia) je izgradio Francesco Fichera od 1937. – 53. u neo-baroknom stilu.

- Palača Biscari
- Palača slonova i Slonova fontana
- Kazalište Bellini
- Grčko-rimsko kazalište
- Dvorac Ursino iz 13. st.
- Glavni katedralni trg s Palačom slonova i Slonovom fontanom u sredini

### Ostale znamenitosti
- Simbol Catanije je Slonova fontana na središnjem trgu. Na njenom vrhu slon od crnog vulkanskog kamena na leđima nosi obelisk od svijetlog granita.
- Rimski amfiteatar je također izgrađen od tamnog vulkanskog kamena i imao je 7.000 sjedećih mjesta, a danas je uklopljen u barokne građevine.
- Via Etna je glavna ulica s trgovinama, duga oko 3 km, koja se prostire od Katedralnog trga (Piazza del Duomo) prema Etni.
- Dvorac Ursino, koji je izgradio Fridrik II. 1240. godine, je u 14. stoljeću bio rezidencijom Aragonskih kraljeva

## Prijateljski gradovi
- Phoenix, SAD
- Grenoble, Francuska
- Oświęcim, Poljska
- Ottawa, Kanada

## Vanjske poveznice
- Catania - službena stranica grada (tal.)
- Pokrajina Katanija  Arhivirana inačica izvorne stranice od 28. rujna 2008. (Wayback Machine) (tal.)